# Maria Leissner
Maria Leissner (ur. 21 stycznia 1956 w Göteborgu) – szwedzka polityk, ekonomistka i dyplomata, była deputowana, a także przewodnicząca Ludowej Partii Liberałów.

## Życiorys
Z wykształcenia ekonomistka, studiowała na uniwersytetach w Göteborgu i Uppsali. Została działaczką Ludowej Partii Liberałów, od 1983 do 1985 kierowała jej organizacją młodzieżową. W latach 1985–1991 sprawowała mandat posłanki do Riksdagu. Od 1995 do 1997 była przewodniczącą Ludowej Partii Liberałów. Przeszła następnie do pracy w resorcie spraw zagranicznych. W latach 2000–2004 była ambasadorem Szwecji w Gwatemali (z akredytacją na kilka innych państw regionu), pozostawała następnie urzędnikiem ministerstwa w ramach różnych projektów. W 2012 została sekretarzem generalnym Wspólnoty Demokracji.